# Pseudolabrus japonicus
Pseudolabrus japonicus là một loài cá biển thuộc chi Pseudolabrus trong họ Cá bàng chài. Loài này được mô tả lần đầu tiên vào năm 1782. Danh pháp của loài này đã được xem là một nomen dubium (danh pháp bị nghi ngờ).

## Từ nguyên
Từ định danh japonicus được đặt theo tên của nơi mà mẫu gốc của loài này được phát hiện, Nhật Bản.

## Phân loại
P. japonicus trước đây được cho là có phạm vi phân bố từ vùng bờ biển phía nam Nhật Bản, mở rộng về phía tây đến Hàn Quốc, đảo Đài Loan và bờ biển phía đông nam Trung Quốc. Mẫu gốc của P. japonicus đã bị thất lạc và chỉ còn lại bản mô tả về nó.
Danh pháp của loài này sau đó đã được xem là một nomen dubium bởi Mabuchi và Nakabo (1997). Pseudolabrus eoethinus, trước đây được xem là danh pháp đồng nghĩa của P. japonicus, đã được Mabuchi và Nakabo công nhận là một loài hợp lệ. Richardson mô tả P. eoethinus dựa trên một cá thể cái, nhưng sau đó lại được xem là cá cái của loài P. japonicus.
Một loài mới cũng được mô tả trong lần khảo sát này là Pseudolabrus sieboldi. Cả P. sieboldi và P. eoethinus khá tương đồng về hình thái, nhưng vẫn có sự khác biệt rõ rệt về mặt di truyền. Hơn nữa, P. sieboldi xuất hiện ở cả bờ biển phía nam của Biển Nhật Bản, nhưng P. eoethinus lại không được ghi nhận ở đó; tuy vậy, cả hai loài đều có phân bố rộng rãi dọc theo bờ biển Thái Bình Dương ở phía nam Nhật Bản.

### Trích dẫn
- B. C. Russell (1988). "Revision of the labrid fish genus Pseudolabrus and allied genera" (PDF). Records of the Australian Museum. Quyển 9. tr. 1–72.